# Aspilapteryx seriata
Aspilapteryx seriata är en fjärilsart som först beskrevs av Edward Meyrick 1912.  Aspilapteryx seriata ingår i släktet Aspilapteryx och familjen styltmalar. Inga underarter finns listade i Catalogue of Life.